# París-Niça 1958
La París - Niça 1958 fou la 16a edició de la París-Niça, cursa ciclista que es va disputar entre el 10 i el 16 de març de 1958. La cursa fou guanyada pel belga Alfred de Bruyne, de l'equip Carpano, per davant de Pasquale Fornara (Ignis) i Germain Derijcke (Carpano). El britànic Brian Robinson (Saint Raphael-Geminiani) s'imposà en la classificació de la muntanya i el conjunt Carpano en la d'equips.
Les males condicions climàtiques -fred, neu i calamarsa- condicionaren aquesta edició.
Primera victòria catalana en la història de la París-Niça. Miquel Poblet guanya l'etapa de Montpellier.
Els abandons de Fausto Coppi i Willy Vannitsen en la 6a etapa emprenyen a l'organització de la París-Niça que aconsegueix que l'UCI els suspengui. Aquests dos corredors no podran participar en la Milà-San Remo

## Participants
En aquesta edició de la París-Niça hi prengueren part 96 corredors dividits en 12 equips: Helyett-ACBB-Leroux, Elve-BP, Carpano, Bianchi-Pirelli, Saint Rapahel-Geminiani, Ignis, Mercier-BP, Mondia, Peugeot-BP, Urago, Groene-Leeuw i Onno. La prova l'acabaren 73 corredors.

## Resultats de les etapes
| Etapes              | Data       | Recorregut            | Km     | Vencedor d'etapa  | Líder de la general |
| ------------------- | ---------- | --------------------- | ------ | ----------------- | ------------------- |
| 1a etapa            | 10 de març | París - Auxerre       | 204 km | Pietro Nascimbene | Pietro Nascimbene   |
| 2a etapa            | 11 de març | Auxerre - Vichèi      | 224 km | Willy Vannitsen   | Pietro Nascimbene   |
| 3a etapa            | 12 de març | Vichèi - Sant-Etiève  | 149 km | Willy Vannitsen   | Pietro Nascimbene   |
| 4a etapa            | 13 de març | Sant-Etiève - Usès    | 218 km | Nino Defilippis   | Pietro Nascimbene   |
| 5a etapa, 1r sector | 14 de març | Usès - Vergèze (CRI)  | 56 km  | Jacques Anquetil  | Alfred de Bruyne    |
| 5a etapa, 2n sector | 14 de març | Vergèze - Montpeller  | 62 km  | Miquel Poblet     | Alfred de Bruyne    |
| 6a etapa            | 15 de març | Montpeller - Manosque | 229 km | Fernand Picot     | Alfred de Bruyne    |
| 7a etapa            | 16 de març | Manosque - Niça       | 217 km | Giuseppe Favero   | Alfred de Bruyne    |

## Etapes

### 1a etapa
10-03-1958. París - Auxerre, 204 km.
Sortida real: Le Petit Massy. Jacques Anquetil, Raphaël Géminiani i Fausto Coppi perdern ja en aquesta primera etapa tota opció de victòria.
|   | Ciclista          | Equip           | Temps      |
| - | ----------------- | --------------- | ---------- |
| 1 | Pietro Nascimbene | Carpano         | 5h 40' 16" |
| 2 | Gianni Ferlenghi  | Bianchi-Pirelli | + 3"       |
| 3 | Willy Vannitsen   | Bianchi-Pirelli | + 20"      |

### 2a etapa
11-03-1958. Auxerre - Vichèi, 224 km.
|   | Ciclista         | Equip           | Temps      |
| - | ---------------- | --------------- | ---------- |
| 1 | Willy Vannitsen  | Bianchi-Pirelli | 5h 29' 29" |
| 2 | Germain Derijcke | Carpano         | m. t.      |
| 3 | Alfred de Bruyne | Carpano         | m. t.      |

### 3a etapa
12-03-1958. Vichèi - Sant-Etiève, 149 km.
La sortida de l'etapa s'endarrerí més de cinc hores per culpa de la neu.
|   | Ciclista         | Equip           | Temps      |
| - | ---------------- | --------------- | ---------- |
| 1 | Willy Vannitsen  | Bianchi-Pirelli | 4h 06' 02" |
| 2 | Michel van Aerde | Mercier-BP      | m. t.      |
| 3 | Germain Derijcke | Carpano         | m. t.      |

### 4a etapa
13-03-1958. Sant-Etiève - Usès, 218 km.
La pujada al col de Grand Bois és neutralitzada per la neu.
|   | Ciclista         | Equip               | Temps      |
| - | ---------------- | ------------------- | ---------- |
| 1 | Nino Defilippis  | Carpano             | 4h 55' 14" |
| 2 | Joseph Groussard | Helyett-ACBB-Leroux | m. t.      |
| 3 | Miquel Poblet    | Ignis               | m. t.      |

### 5a etapa, 1r sector
14-03-1958. Usès - Vergèze, 56 km. (CRI)
|   | Ciclista         | Equip               | Temps      |
| - | ---------------- | ------------------- | ---------- |
| 1 | Jacques Anquetil | Helyett-ACBB-Leroux | 1h 13' 33" |
| 2 | Alfred de Bruyne | Carpano             | + 1' 40"   |
| 3 | Pasquale Fornara | Ignis               | + 2' 32"   |

### 5a etapa, 2n sector
14-03-1958. Vergèze - Montpeller, 62 km.
|   | Ciclista        | Equip               | Temps      |
| - | --------------- | ------------------- | ---------- |
| 1 | Miquel Poblet   | Ignis               | 1h 32' 13" |
| 2 | Seamus Elliott  | Helyett-ACBB-Leroux | m. t.      |
| 3 | Jean Stablinski | Helyett-ACBB-Leroux | m. t.      |

### 6a etapa
15-03-1958. Montpeller - Manosque, 229 km.
Coppi abandona a l'inici de l'etapa per una caiguda.
|   | Ciclista        | Equip               | Temps      |
| - | --------------- | ------------------- | ---------- |
| 1 | Fernand Picot   | Mercier-BP          | 5h 36' 55" |
| 2 | Seamus Elliott  | Helyett-ACBB-Leroux | m. t.      |
| 3 | Jean Stablinski | Helyett-ACBB-Leroux | m. t.      |

### 7a etapa
16-03-1958. Manosque - Niça, 217 km.
Arribada situada al Passeig dels Anglesos.
|   | Ciclista        | Equip                   | Temps      |
| - | --------------- | ----------------------- | ---------- |
| 1 | Giuseppe Favero | Carpano                 | 5h 37' 22" |
| 2 | Brian Robinson  | Saint Raphael-Geminiani | + 1"       |
| 3 | Gérard Saint    | Saint Raphael-Geminiani | + 1' 23"   |

## Classificacions finals

### Classificació general
|    | Ciclista              | Equip                   | Temps       |
| -- | --------------------- | ----------------------- | ----------- |
| 1  | Alfred de Bruyne      | Carpano                 | 34h 22' 08" |
| 2  | Pasquale Fornara      | Ignis                   | + 52"       |
| 3  | Germain Derijcke      | Carpano                 | + 2' 38"    |
| 4  | Raphaël Géminiani     | Saint Rapahel-Geminiani | + 3' 33"    |
| 5  | Ferdinando Brandolini | Bianchi-Pirelli         | + 4' 50"    |
| 6  | Jean Forestier        | Helyett-ACCBB-Leroux    | + 5' 04"    |
| 7  | Gianni Ferlenghi      | Bianchi-Pirelli         | + 5' 10"    |
| 8  | Renzo Accordi         | Ignis                   | + 5' 41"    |
| 9  | Seamus Elliott        | Helyett-ACCBB-Leroux    | + 8' 08"    |
| 10 | Jacques Anquetil      | Helyett-ACCBB-Leroux    | + 8' 35"    |

## Evolució de les classificacions
| Etapa (Vencedor)                       | Classificació general |
| -------------------------------------- | --------------------- |
| 0Etapa 1 (Pietro Nascimbene)           | Pietro Nascimbene     |
| 0Etapa 2 (Willy Vannitsen)             | Pietro Nascimbene     |
| 0Etapa 3 (Willy Vannitsen)             | Pietro Nascimbene     |
| 0Etapa 4 (Nino Defilippis)             | Pietro Nascimbene     |
| 0Etapa 5, 1r sector (Jacques Anquetil) | Alfred de Bruyne      |
| 0Etapa 5, 2n sector (Miquel Poblet)    | Alfred de Bruyne      |
| 0Etapa 6 (Fernand Picot)               | Alfred de Bruyne      |
| 0Etapa 7 (Giuseppe Favero)             | Alfred de Bruyne      |